# Struves park
Struves park är en av staden Jēkabpils parker i Lettland och ligger på vänstra sidan av Daugava, nära Jekabpils Gymnasium. Parken avgränsas av gatorna Brīvības, V. Strūves, R. Blaumaņa och Pļaviņu. Parken omfattar 1,2 ha och liksom den intilliggande gatan har den fått sitt namn efter astronomen och geodetikern Friedrich Georg Wilhelm Struve.

## Historia
Struves park var i äldre tider en vacker plats för stadens rika befolkning. I parken spelade orkester. Inträde till parken mot en avgift. Det fanns en tid då den hette Kroņa dārzu (Kronträdgården).
Under sovjettiden, i dåvarande Lettiska SSR, hette parken Pusjkins park och renoverades upp – möblerad med bänkar och med gångar täckta med betongplattor. I parken, invid floden Daugava, uppfördes det numera rivna monumentet Alexander Pusjkins krūštēls. Efter Estlands självständighet 1992 döptes parken om och har numera namnet Struves park.

## Struves meridianbåge
Den 16 maj till 14 juli 1826 arbetade Friedrich Georg Wilhelm Struve med uppmätningen av mätpunkten "Jacobstadt" på meridianbågen han arbetade på från Fuglenes i Norge till Izmajil i dagens Ukraina. I parken avtäcktes den 17 juni 2006 en sten till minne av uppmätningen. Platsen ingår sedan 2005 i världsarvet Struves meridianbåge.